# تامپالاکاد (سری‌لانکا)
تامپالاکاد (به لاتین: Thampalakad) یک منطقهٔ مسکونی در سری‌لانکا است که در استان شمالی (سری‌لانکا) واقع شده‌است.